# 세바스티아노 넬라
세바스티아노 넬라(이탈리아어: Sebastiano Nela sebaˈstjaːno ˈneːla[*], 1961년 3월 13일, 리구리아 주 라팔로 ~)는 이탈리아의 전직 축구 선수로, 현역 시절 수비수로 활약했는데, 공격 지향적인 측면 수비수로 왼발 공배급 능력으로 명성이 자자했고, 속도, 체력, 끈질김, 육체적 힘, 효율성도 겸비해 측면을 타구 오르락내리락 거리며 상대를 저지했다. 다재다능하고 거칠게 견제하는 선수이기도 한 넬라는 좌우측은 물론 중앙까지 수비 어느 역할이든 맡을 수 있었고, 유소년 시절처럼 중원 한복판에 배치되기도 했다.
그는 제노아에서 프로 무대 신고식을 치르고 로마로 이적해 세리에 A를 1번, 코파 이탈리아를 3번 우승했고, 나폴리에서 2년을 보낸 후 1994년에 은퇴했다. 국가대항전에서는 1984년부터 1987년까지 이탈리아 국가대표팀에서 활약했고, 1986년 월드컵과 1984년 하계 올림픽에 참가했다. 그는 로마 명예의 전당에도 이름을 올렸다.

## 클럽 경력
성깔 있는 근면한 왼발잡이 수비수인 넬라는 제노아에서 프로 무대에 첫 발을 떼었다. 그는 세리에 A의 로마로 이적해 1981년 9월 13일에 0-0으로 비긴 아벨리노전에서 첫 경기를 치렀다. 그는 로마 소속으로 방패를 딴 1982-83 시즌에 28번의 경기에 출전했다.
넬라는 1987년에 무릎 중상을 당해 1년 가까이 현장에서 활동하지 못했다. 가수 안토니오 벤디티가 넬라의 헌정곡 "달려라 달려라"(Correndo correndo)를 그의 1988년 앨범 "도둑들의 세상에서"(In questo mondo di ladri)에 수록했다.
넬라는 로마에서 방패를 1번, 코파 이탈리아를 3번 획득하고 1992년에 나폴리로 이적했다. 그는 1993-94 시즌 끝에 세리에 A 무대에서 총 315번의 경기에 출전하고 은퇴했다.

## 국가대표팀 경력
넬라는 로마 시절 활약상에 힘입어 이탈리아 국가대표팀에 차출되어 1984년 5월 22일에 서독전에서 첫 국가대표 경기를 치렀다.
넬라는 1984년부터 1987년까지 이탈리아 국가대표팀 경기에 5번 출전했다. 넬라는 1986년 월드컵에 이탈리아 선수단 일원으로 참가했지만, 1경기도 출전하지 못했다. 이탈리아는 이 대회 16강에서 탈락했다. 그는 로스 앤젤레스에서 열린 1984년 하계 올림픽에서 3경기에 출전했고, 이탈리아는 이 대회 4위의 성적을 거두었다.

## 은퇴 후
은퇴 후, 넬라는 전국 및 지역 방송의 해설가로 활동했다. 그는 현재 메디아셋 프리미엄에서 근무하고 있다.

## 수상

### 클럽
로마
- 세리에 A: 1982–83
- 코파 이탈리아: 1983–84, 1985–86, 1990–91

### 개인
- 로마 명예의 전당: 2013[17]